# Chott el Djerid
Chott el Jerid je slano jezero v osrednji Tuniziji. Leži med krajema Tozeur in Kebili ter je največja slana depresija severne Afrike, zaradi česar daje ime celotni regiji. Meri 700.000 ha (7000 km2) in leži med -15 in 15 m nadmorske višine. V vlažnih zimah se preobrazi v malo celinsko morje, a gladina vode nikoli ne preseže 1 m. Izraz Chott je v Tuniziji uporabljan za jezera, ki se osušijo v toplem delu leta.
Jezero je bilo nekaj tisoč let nazaj del Sredozemskega morja, danes pa leži v notranjosti dežele. Njegovo območje upravno zavzema tunizijski guvernat Kebili. Preko njega vodi po nasipu regionalna cesta Tozeur-Kebili.
Na območju jezera uspeva malo rastlin zaradi sušnega podnebja in slanih tal. Prav tako zaradi tega na območju jezera ni opaziti večjih jat ptic. Na obrobju jezera je najti manjše skupine velikih plamencev in nekaterih drugih ptic.Konec 